# یوهی کاجییاما
یوهی کاجییاما (ژاپنی: 梶山 陽平؛ زادهٔ ۲۴ سپتامبر ۱۹۸۵) یک بازیکن فوتبال اهل ژاپن است.
از باشگاه‌هایی که در آن بازی کرده‌است می‌توان به باشگاه فوتبال توکیو، باشگاه فوتبال پاناتینایکوس، باشگاه فوتبال اوئیتا ترینیتا و باشگاه فوتبال آلبیرکس نیگاتا اشاره کرد.